# Gustav von Kessel
Gustav Emil Bernhard Bodo von Kessel (Potsdam, 6 aprile 1846 – Berlino, 28 maggio 1918) è stato un generale prussiano.

## Biografia
Figlio del maggiore generale Emil von Kessel († 8 novembre 1870) e di sua moglie, la baronessa Julie von Canstein, Gustav von Kessel intraprese ancora giovane la carriera militare, frequentando le scuole di Poznań, Danzica e Opole, completando lo studio all'accademia di Liegnitz. Il 1º maggio 1864 egli entrl nei corpi di fanteria e venne assegnato al 1º reggimento di guardie a piedi. L'anno successivo venne nominato secondo luogotenente.
Egli prese parte dal 1866 alla guerra austro-prussiana e venne ferito ad un piede nella Battaglia di Königgrätz. Nella guerra franco-prussiana del 1870 fu aiutante di campo di suo zio, il generale Bernhard von Kessel. Nella Battaglia di Gravelotte venne nuovamente ferito ad un braccio.
Nell'anno 1872 divenne primo luogotenente e successivamente, dal 1873 al 1874 frequentò l'Accademia di guerra prussiana e dopo ciò venne spostato allo Stato Maggiore. Nel 1878venne nominato capitano e nel 1883 venne nominato aiutante di campo del principe ereditario Federico Guglielmo. Nel 1885 raggiunse in grado di Maggiore.
Nominato aiutante di campo dell'Imperatore Federico III di Germania nel 1888, alla morte di questi mantenne tale posizione anche sotto il governo del figlio Guglielmo II. Nominato Luogotenente colonnello nel 1889, divenne Colonnello nel 1891 e venne posto a capo del 1º reggimento della guardia a piedi nel 1893.
L'anno successivo ottenne il comando della 1ª brigata di fanteria e divenne comandante a Potsdam con la nomina a Luogotenente Generale nel 1899. Egli ottenne di conseguenza anche il comando della 2ª divisione di fanteria della guardia e nel 1900 passò alla 1ª divisione. A partire dal 1902 venne assegnato al comando generale dei corpi della guardia.
Dal 1909 al 1919 occupò la posizione di comandante supremo della marca di Brandeburgo e fu governatore di Berlino. Negli anni della prima guerra mondiale, partendo dal 1914 ebbe anche il controllo militare su Berlino il che portò nel 1918 allo scoppio di alcune rivolte nella stessa capitale per il regime ferreo tenuto anche nel consumo delle provviste cittadine.
Gustav von Kessel morì nel maggio del 1918 ed al suo posto venne nominato il colonnello generale Alexander von Linsingen come governatore di Berlino.

## Martrimonio e figli
Gustav von Kessel si sposò in prime nozze il 22 settembre 1877 a Potsdam con la baronessa Friederike (Frieda) von Esebeck (14 agosto 1854 a Berlino - † 12 febbraio 1913 ivi), figlia del maggiore prussiano Karl von Esebeck e di Klara von Rothkirch und Panthen. Da questo matrimonio nacque una figlia:
- Elizabeth von Kessel (1893-1980)

Successivamente la moglie morì e Gustav von Kessel si risposò il 30 aprile 1917 a Berlino con Katharina von Borstell (16 marzo 1878 - 2 luglio 1951, Stendal). Questo matrimonio non produsse eredi.

## Opere
- Die Ausbildung des Preussischen Infanterie-Bataillons im praktischen Dienst, Berlin 1863 (Buch online lesen)